# Bhajan

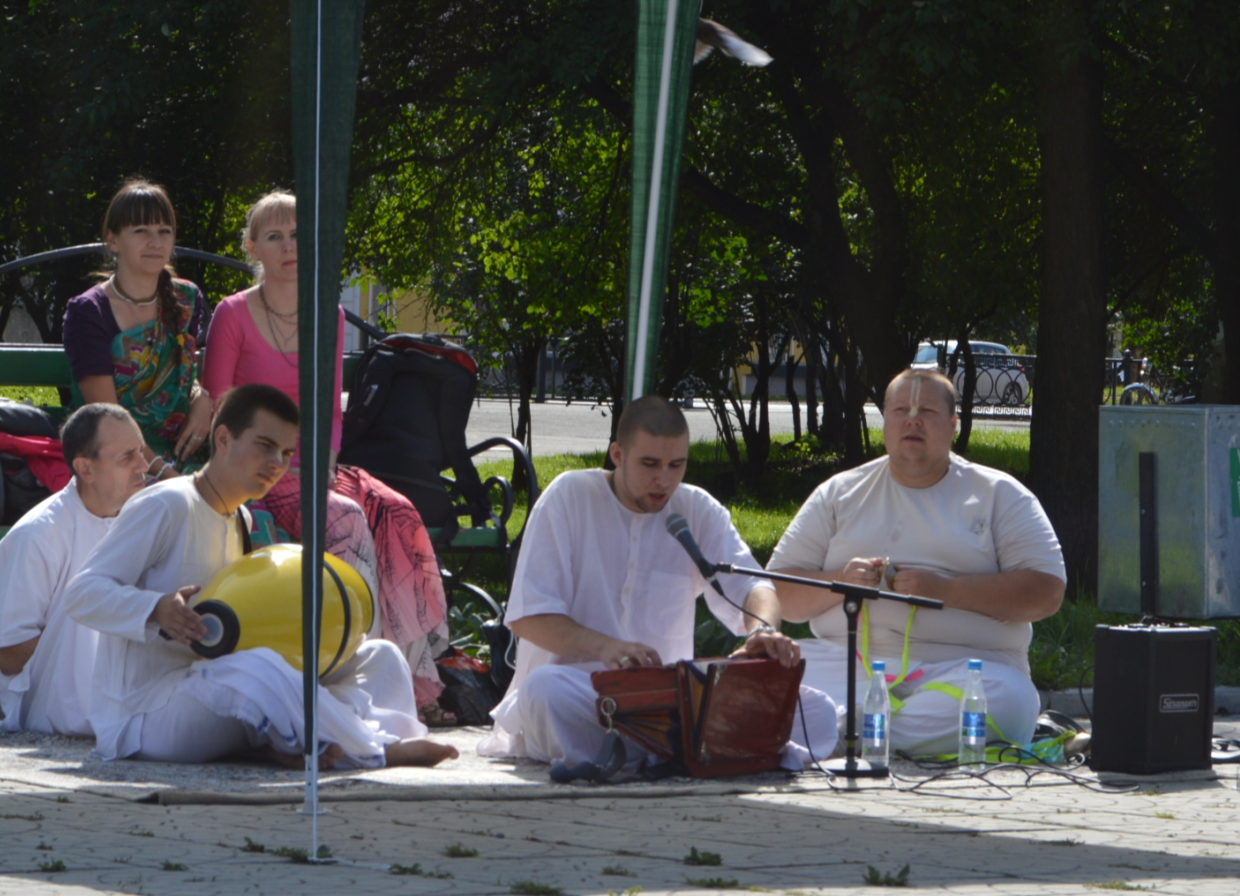
Bhajans gezongen door Hindoes in Rusland

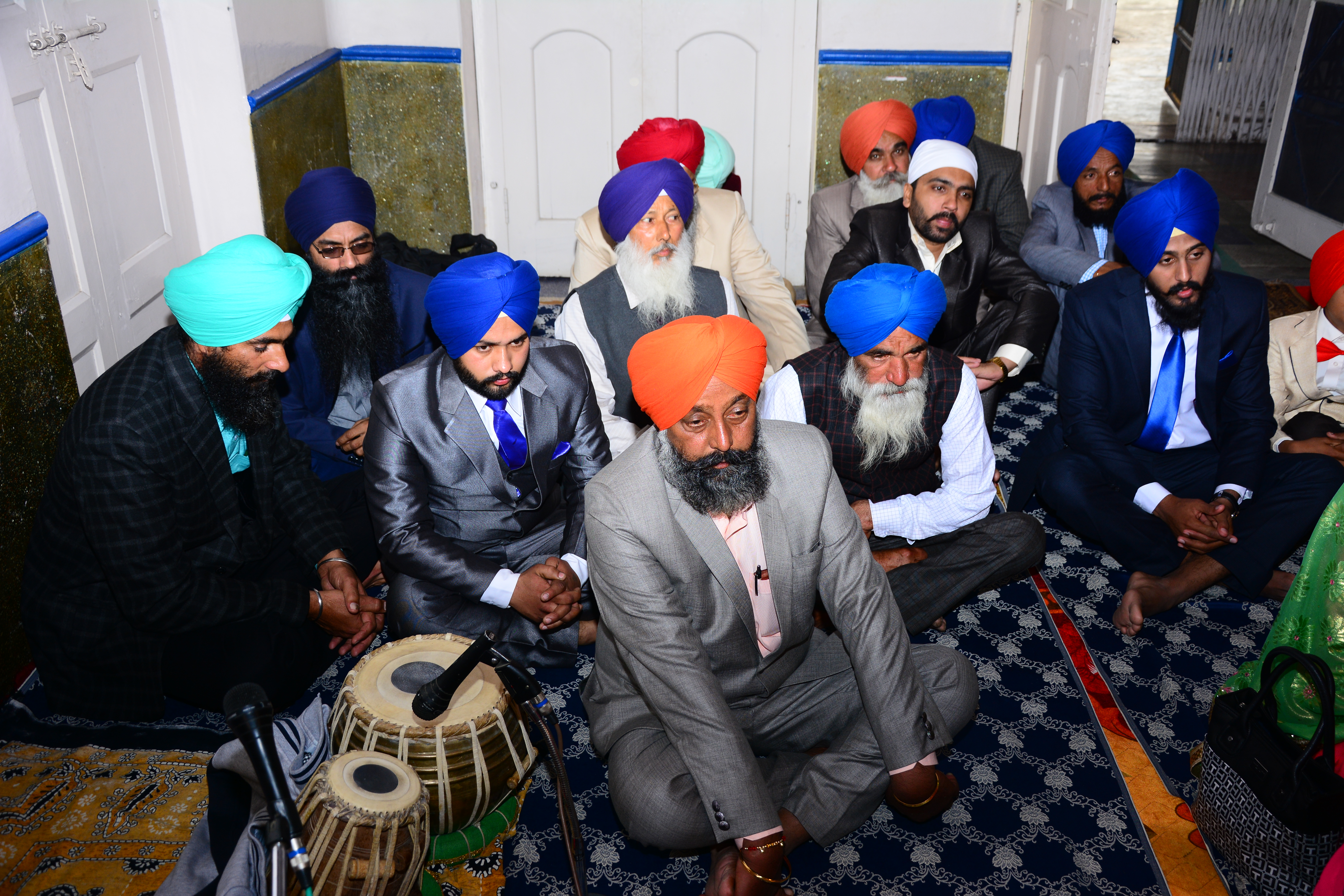
Sikhs die Bhajans zingen op een Indiase bruiloft

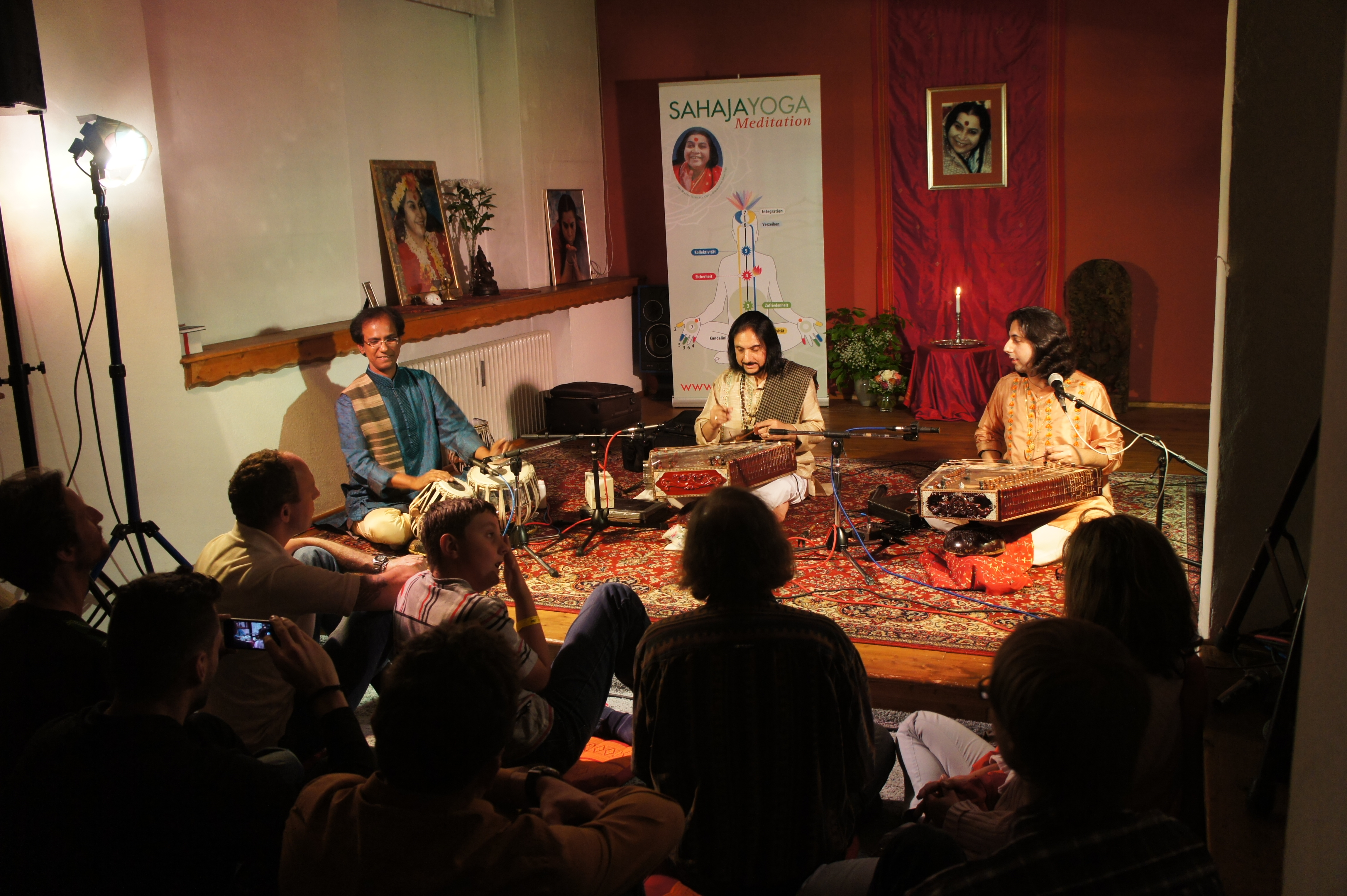
Optreden in München

Bhajans zijn devotionele liederen ter ere van god met een religieus thema binnen het Hindoeïsme, Jainisme en Sikhisme. Het samenzingen van bhajans wordt ook kirtan of satsang genoemd. Bhajans kunnen eeuwenoud zijn, maar dat hoeft niet altijd het geval te zijn. De heilige geschriften worden bezongen, sloka's, katha's of mantra's. Met name binnen de bhakti-beweging wordt veel belang gehecht aan het zingen van bhajans.
Bhajans zijn diepgeworteld in de Indiase traditie en hindoegeloof. Het zijn eenvoudige, meestal korte, liederen die in gloedvolle taal getuigen van de gevoelens van liefde, devotie en overgave. Door het ritme en de melodie is een kirtan vaak een collectief gebeuren. Dit is dan ook het doel van het samen zingen, dat elk individu zich concentreert op de naam van god door middel van de zang en de ritme, waarbij de gezamenlijke vibratie één gedachte is, god.
Over heel India worden er bhajans gezongen, elk stam, dorp, volksgemeenschap of taal groep hanteert zijn eigen melodie en muziekinstrument. Moderne bhajans stammen af van Indiase klassieke muziek en melodieën. Die is gebaseerd op raga's en tala (ritmische trommelpatronen). Traditioneel werden voor dit soort muziek het harmonium en de tabla gebruikt.
Het zingen van bhajans is ook een van de pijlers van de religie van de sikhs. Zij zingen hymnen uit het heilige boek Goeroe Granth Sahib. De sikhs kennen hier groot spiritueel belang aan toe. Een sikh heeft de religieuze plicht dit zoveel als mogelijk is zelf te doen of ernaar te luisteren.